# La Commanderie (série télévisée)
Pour les articles homonymes, voir La Commanderie.
La Commanderie est une série télévisée française en 8 épisodes de 52 minutes diffusée entre le 10 avril et le 24 avril 2010 sur France 3.

## Synopsis
1375, dans une région du royaume de France plongé au cœur d'une guerre qui va durer cent ans, où la peste noire a déjà décimé plus d'un tiers de la population, la précarité, et les pillages sont quotidiens, les épidémies chroniques. La population a peur et faim, mais a un lieu pour seul refuge : une ferme fortifiée, la commanderie d'Assier des Hospitaliers de l'ordre de Saint-Jean de Jérusalem.

## Liste des Épisodes

### Saison 1
1. Jeu de dupes
2. L'or des Templiers
3. Volonté divine
4. La procession
5. L'arrivée du duc d'Anjou
6. L'imposteur
7. Trésor et tentations
8. Rédemption

## Fiche technique
- Producteurs : Jean-François Boyer et Emmanuel Daucé.
- Réalisateur : Didier Le Pêcheur.
- Scénaristes : Ludovic Abgrall, Sébastien Mounier, Didier Le Pêcheur, Christiane Lebrima, Florent Meyer, Eline Le Fur.
- Compositeur : François Staal
- Société de production : Tetra Media Fiction.

## Distribution

### Acteurs principaux
- Clément Sibony : Capitaine Thomas Cortemain
- Louise Pasteau : Constance de Montet
- Carlo Brandt : Commandeur Roger de Neuville
- Maher Camoun : Maître Elias Sabet
- Antoine Cholet : Géraud de Castanet
- Gérard Loussine : Frère Pons
- Nathalie Blanc : Brune Azéma
- Ophélia Kolb : Aygline Gallien
- Magali Woch : Barbe
- Pascal Elso : Geoffroy de Montet
- Antoine Basler : Hugues d’Avène

### Acteurs récurrents
- Scali Delpeyrat : le duc d'Anjou
- Valérie Moreau : la belle laitière
- Franck Manzoni : Tristan, dit Le Breton
- Nicolas Woirion : Chabert
- Titouan Laporte : Niot
- Jacques Herlin : Le vieux prêtre
- Nicolas Gonzales : Laurent, le sculpteur
- Xavier Hosten : Grégoire, le serviteur de Thomas Cortemain
- Valérie Nataf : la fille de la Maison du Paon
- Claire Butard : la Rousse
- Nathalie Radot : la meneuse

## Épisodes
1. Jeu de Dupes
2. L'Or des Templiers
3. Volonté divine
4. La Procession
5. L'Arrivée du duc d'Anjou
6. L'Imposteur
7. Trésor et Tentations
8. Rédemption

## Lieux du tournage
- Cher
  - Boulleret
  - Savigny-en-Sancerre
- Oise
  - Senlis
- Paris
  - Hôpital Cochin
- Val-d'Oise
  - Pontoise
- Yvelines
  - Magny-les-Hameaux
- Yonne
  - Pisy
  - Treigny, Chantier médiéval de Guédelon[1]

## Produits dérivés

### DVD
- La Commanderie : saison 1 (2 juin 2010)

## Livres et bandes-dessinées
Écrites par Alain Ade, ces novélisation sont publiées par Le Tigre bleu.

## Diffusion à l'étranger
- La série est diffusée aux États-Unis et en Amérique latine sur Eurochannel.